# Yvon Le Roux
Yvon Le Roux (* 19. April 1960 in Plouvorn, Département Finistère) ist ein französischer Fußballspieler und -trainer.

## Spielerlaufbahn

### Im Verein
Der hochgewachsene und athletische Innenverteidiger, dessen Stärken seine körperliche Durchsetzungsfähigkeit, ein harter Schuss und das Kopfballspiel waren, begann beim Klub seines bretonischen Geburtsortes. Mit 15 fand er im Ausbildungszentrum von Stade Brest (ab 1982: Brest Armorique FC) Aufnahme, mit 17 kam er bereits regelmäßig in der zweiten Liga zum Einsatz und schoss dort in der Saison 1978/79 acht Tore. Im Juli 1979 bestritt er für den Aufsteiger sein erstes Spiel in der Division 1. Nach promptem Ab- und erneutem Wiederaufstieg kam er in drei Erstligajahren auf 94 Punktspieleinsätze und 15 Torerfolge; bei Brest begann auch seine Nationalmannschaftskarriere.
1983 wechselte Le Roux zur AS Monaco, bei der er gemeinsam mit Manuel Amoros eine starke zentrale Defensive bildete, die 1984 in Meisterschaft und Landespokal mit dem zweiten Platz vorliebnehmen musste, aber 1985 die Coupe de France gewann. Ausgerechnet im Endspiel gegen Paris Saint-Germain fehlte der Abwehrhüne allerdings aufgrund einer Verletzung. Anschließend folgten zwei Jahre beim FC Nantes, in denen er nahezu durchspielen konnte, aber erneut nur die Vizemeisterschaft erreichte. Den Meistertitel errang er erst 1989 mit Olympique Marseille, für den er seit 1987 antrat, und in derselben Saison stand er – unter anderem an der Seite des dreifachen Torschützen Jean-Pierre Papin, von Franck Sauzée, Karlheinz Förster und Klaus Allofs – auch im Pokalfinale auf dem Rasen, das seine Mannschaft gegen Monaco 4:3 gewann.
Dennoch trug Yvon Le Roux ab Beginn der Saison 1989/90 erneut ein anderes Trikot: für Paris Saint-Germain kam er bis zum Oktober noch in 13 Ligaspielen sowie in den letzten beiden seiner insgesamt 19 Europapokalbegegnungen zum Einsatz, ehe die bei der französischen Nationalelf erlittene Verletzung (siehe unten) ihn zum Sportinvaliden machte.

### In zwei Nationalmannschaften
Yvon Le Roux, der schon Kapitän der Juniorennationalmannschaft (Espoirs) gewesen war, wurde zwischen April 1983 und Oktober 1989 zu insgesamt 28 A-Länderspielen in die Équipe tricolore berufen; bei seinem Debüt gegen Jugoslawien erzielte er auch seinen einzigen Treffer im blauen Trikot. 1984 wurde er mit der Nationalelf unter Trainer Michel Hidalgo Europameister, und er stand auch im Aufgebot bei der WM 1986. Allerdings wurde er bei Frankreichs bis dahin größtem internationalen Erfolg in der 86. Minute des Endspiels gegen Spanien vom Platz gestellt; und zwei Jahre später kam er nur zu einem einzigen Einsatz im Spiel um den dritten Platz gegen Belgien (4:2-Sieg nach Verlängerung), weil das Duo Battiston/Bossis bei Trainer Henri Michel gesetzt war.
Le Roux hat mit den Bleus auch mehrfach gegen Mannschaften aus dem deutschsprachigen Raum gespielt: dreimal gegen die DDR (1985, 1986, 1987), zweimal gegen Westdeutschland (1984, 1987) und je einmal gegen Österreich (1984) und Luxemburg (1985). In seinem letzten Länderspiel gegen Schottland verletzte er sich so schwer am rechten Knie, dass er seine Karriere mit erst 29 Jahren beenden musste.
Fast zwei Jahrzehnte später kam er dann aber doch noch zu einem weiteren internationalen Einsatz, auf den er besonders stolz ist: Er stand in den Reihen der bretonischen Auswahlmannschaft, die im April 2007 in Saint-Sébastien-sur-Loire gegen ein afrikanisches All-Star-Team spielte.

## Trainer
Nach seinem erzwungenen Abschied vom Sportplatz zog Yvon Le Roux, der ob seines Erscheinungsbildes häufig als „le menhir“ (auf Deutsch: der Hinkelstein) oder „Koloss von Plouvorn“ bezeichnet wurde, in sein Heimatdépartement Finistère zurück, wo er zunächst einen Zeitschriftenladen in Landivisiau betrieb und parallel dazu die Trainerausbildung absolvierte. Sehr bald arbeitete er dann auch wieder in diesem Metier, zunächst von 1991 bis 1993 bei seinem ersten Profiklub Stade Brest, der sich nach Konkurs und Neugründung im Amateurlager wiederfand, und anschließend bei Stade Quimper (1994–1997), wo er neben der Ligaelf auch die Jugendmannschaften trainierte. Es folgten bis 2008 zehn Jahre als Sportdirektor beim Amateurklub Union Sportive aus dem Quimper benachbarten Concarneau. Anschließend trat er im Fußball kürzer und verdient inzwischen sein Geld als selbständiger Projektentwickler; eigenem Bekunden zufolge sei er „ständig zwischen Bénodet und Fouesnant unterwegs, auf der Suche nach Bauland“, das er erschließt, parzelliert und weiterverkauft.

## Palmarès
- Französischer Meister: 1989 (und Vizemeister 1984, 1986)
- Französischer Pokalsieger: 1985 (ohne Finaleinsatz), 1989 (und Finalist 1984)
- insgesamt 290 Erstligaspiele und 35 Tore
- 19 Spiele (ein Tor) in den Europapokalwettbewerben, davon 1 für Monaco, 9/1 für Nantes, 7 für Marseille, 2 für Paris
- 28 A-Länderspiele (ein Tor), davon 2 in seiner Zeit bei Brest, 10 bei Monaco, 8 bei Nantes, 5 bei Marseille und 3 bei Paris
- Europameister: 1984
- WM-Teilnehmer 1986: Platz 3